# 離鄉別井的故事
《離鄉別井的故事》，是由好好制作為奇妙電視頻道HOY TV製作的一個訪談節目。主持人簡淑兒，飛到香港人移民熱門旅遊地之一的英國，了解香港人移民前後的情況。
《離鄉別井的故事》幕後製作班底，監製張志明（B哥）、導演黃俊輝。據知，拍攝團隊將於2022年8月22日出發，展開36天拍攝之旅。

## 內容
| 集數  | 受訪人           | 移居年份 | 移居地區 | 移民前職業                          | 移民後職業                       | 移民原因                                                                                       |
| 1-3   | Heidi、Chris     | 2020年   | 諾定咸   | Heidi：電視台編劇 Chris：投資分析師 | YouTuber                         | 女方患上癌症和焦慮症，男方陪女方去英國養病                                                     |
| 3-4   | Roby             | 2021年   | 曼徹斯特 | 中學教師                            | 地產代理老闆                     | 經歷自己離婚及香港社會事件，不願再留在香港                                                     |
| 5     | Alan             | 1990年代 | 曼徹斯特 | 學生                                | 地產代理老闆                     | 九歲時已跟隨父母移民英國                                                                       |
| 6-7   | Candy            | 1999年   | 沃德赫斯 | 公務員 (政務主任)                   | 管理諮詢師、網購、動物保護、環保 | 想見識外面的世界，藉着往法國進修工商管理碩士而選擇定居歐洲                                     |
| 7-8   | Magic            | 2018年   | 巴金     |                                     | 網上超市老闆                     | 到英國工作假期後愛上當地                                                                       |
| 9     | Kay              | 2015年   | 肯辛頓   | 雜誌編輯                            | 幼兒課程設計師                   | 十年前到英國工作假期，並認識現在的丈夫；嫌香港教育制度朝令夕改及生活環境狹窄                   |
| 10    | Yu Wing          | 2020年   | 新莫爾登 | 農夫                                | 農夫                             | 想在英國開拓農業                                                                               |
| 11-12 | Yammie、阿晞     | 2010年   | 諾定咸   | Yammie：建築師 阿晞：市場營銷       | 餐廳老闆                         | 在英國大學畢業後繼續留在英國                                                                   |
| 12-13 | Rono             | 2019年   | 諾定咸   | 市場調查                            | 音樂創作老闆                     | 在英國大學畢業後曾經回流香港，但因習慣英國生活空間較大，決定再往英國定居                       |
| 13-14 | Roger、Courtney  | 2022年   | 吉爾福德 | Roger：資訊科技                     |                                  | 原本首選移民地點不是英國。男方認為可以嘗試住在不同地方，從而影響原本喜歡在香港過安穩生活的太太 |
| 14-15 | 林師傑、歐陽巧瑩 | 2021年   | 雷迪奇   | 藝人                                |                                  | 想在外國尋找較大的空間，發覺香港不夠空間讓他們繼續生活                                         |